# IV Międzynarodówka
IV Międzynarodówka – międzynarodowa organizacja komunistyczna (sojusz partii) zawiązana we wrześniu 1938 roku przez partie komunistyczne krytykujące sytuację w ZSRR, za to sympatyzujące z ideami Lwa Trockiego, czyli trockizmem. Organizacja ta określiła jako swój cel walkę zarówno z kapitalizmem, jak i ze stalinizmem oraz faszyzmem.

## Historia

### Dążenie do stworzenia organizacji

#### Pierwsze działania na rzecz Międzynarodówki
W latach 30. Lew Trocki stopniowo przekonywał się o całkowitej degeneracji ideowej Kominternu i niemożności oddolnego wpływu na stanowisko jego władz. Po usunięciu z Międzynarodówki wszystkich trockistów oraz podejrzewanych o trockizm Trocki uznał, że III Międzynarodówka całkowicie wpadła w ręce Stalina i radzieckiej biurokracji, stając się narzędziem imperialistycznej polityki ZSRR. Trocki uważał również, że to błędna polityka Kominternu w sprawie poszczególnych partii komunistycznych w krajach europejskich przyczyniła się do dojścia do władzy Adolfa Hitlera oraz do klęski ruchu rewolucyjnego w Chinach. W 1935 r. uczestniczył w spotkaniu tych partii, które zostały wykluczone z Kominternu bądź nie chciały w nim uczestniczyć ze względu na powiązania ze stalinizmem. Trzy partie uczestniczące w spotkaniu poparły projekt utworzenia nowej międzynarodówki i podpisały tzw. Deklarację Czterech (czwartą była, symbolicznie, rosyjska Lewicowa Opozycja). Szacuje się, że organizacje te miały w momencie spotkania pokaźną bazę społeczną, liczącą do kilkuset tysięcy robotników łącznie w różnych krajach Europy.

#### Deklaracja Czterech
Deklaracja składała się z czterech zasadniczych punktów, mających stanowić zalążek programu Międzynarodówki: 
- Zerwanie z reformizmem, polityką socjaldemokratyczną oraz ograniczeniem się do parlamentarnych metod walki. Poparcie dla dyktatury proletariatu oraz socjalizmu jako ultymatywnego celu.

- Rewolucja permanentna. Odrzucona została stalinowska koncepcja socjalizmu w jednym kraju na rzecz jednoznacznego opowiedzenia się za działaniami na rzecz umiędzynarodowiania ruchów rewolucyjnych i prowadzenia akcji agitacyjnej na skalę ponadnarodową.

- Rozszerzenie koncepcji działań międzynarodowych.

- Porzucenie związków z III Międzynarodówką i stanowczy protest przeciw totalitaryzmowi panującemu w ZSRR[5].

#### Ruch na rzecz Czwartej Międzynarodówki
W 1935 r. Trocki napisał List otwarty na rzecz Czwartej Międzynarodówki, w którym przypominał o Deklaracji Czterech i, w związku z dalszą degeneracją Kominternu, wzywał do dalszych prac nad nową organizacją. W 1936 r. w czerwcu w Paryżu odbyło się tajne spotkanie, w którego dokumentach ze względów bezpieczeństwa jako miejsce obrad podano Genewę, na którym powołano Ruch na rzecz Czwartej Międzynarodówki. Miał on kontynuować akcję informowania partii komunistycznych i sympatyzujących z nimi robotników o prawdziwym obliczu stalinowskiego ZSRR i przedstawiania alternatywy lewicowej w postaci trockizmu. Reakcją Stalina na tę niewątpliwą konsolidację międzynarodowego trockizmu była kolejna fala represji przeciw podejrzewanym o trockizm, na fali której wymordowani zostali wszyscy członkowie jego bliższej i dalszej rodziny, osoby, które zetknęły się z nim w czasie, gdy był u władzy oraz wielu zupełnie przypadkowych obywateli. Podjęta została również kampania wymazywania Trockiego z historii ZSRR, posuwająca się do niszczenia dokumentów oraz usuwania Trockiego z archiwalnych zdjęć.

### Działanie IV Międzynarodówki

#### Kongres założycielski
Ostateczna decyzja o powołaniu do życia nowej międzynarodówki została podjęta na spotkaniu czołowych trockistów pod Paryżem w 1938 r. W zjeździe wzięło udział 30 osób, głównie liderów europejskich sekcji. Zebrani przegłosowali powstanie Międzynarodowego Sekretariatu jako naczelnego organu organizacji oraz Programu przejściowego, koncepcji rewolucji permanentnej i krytyki ZSRR jako podstawy ideowej. 

#### Spory wewnętrzne
Istotnym utrudnieniem w działaniu nowo powołanej organizacji stał się spór pomiędzy Trockim a Maxem Shachtmanem i jego zwolennikami w amerykańskiej Socjalistycznej Partii Robotników. Shachtman dokonał własnej analizy zmian w ZSRR i w dużej mierze odszedł od ich trockistowskiej interpretacji zawartej w Zdradzonej rewolucji oraz Programie przejściowym. Jego poglądy, zakładające faktyczny powrót kapitalizmu w Rosji, acz w nietypowej, zniekształconej formie wywołały zdecydowany sprzeciw Trockiego, który argumentował, że dopóki nie ma w Rosji prywatnej własności środków produkcji, nie ma mowy o kapitalizmie. Chociaż Trocki pragnął mimo różnic zatrzymać Shachtmana i jego zwolenników w organizacji, widząc ich zgodę w wielu innych kwestiach, Amerykanie nie byli zainteresowani współpracą i odeszli na początku roku 1940.

#### II wojna światowa
W maju 1940 r. została zorganizowana specjalna konferencja Międzynarodówki, poświęcona problemowi jedności trockistów w obliczu wojny. Na tę okoliczność Trocki opublikował manifest wzywający do zjednoczenia sił, który przeszedł jednak w dużej mierze bez echa. Trocki doprowadził też do usunięcia resztek zwolenników Shachtmana z zarządu Międzynarodówki i powołania nowego Międzynarodowego Komitetu Wykonawczego z Jeanem van Heijenoortem na czele. 
Trzy miesiące później Trocki zginął w zamachu; cała organizacja ucierpiała poważnie w czasie II wojny światowej. Trockiści byli ścigani przez nazistów oraz zwolenników Stalina i ZSRR, niejednokrotnie denuncjowani przez członków partii komunistycznych. W czasie wojny aktywność międzynarodówki sprowadzała się do publicystyki. Działacze organizacji byli również pogrążeni w kolejnym sporze - o interpretację prognoz Trockiego dotyczących ruchu robotniczego po wojnie światowej. 

#### Drugi kongres światowy
Miał miejsce w kwietniu 1946 r., zgromadził przedstawicieli 22 sekcji. Wykazał przede wszystkim ogromną słabość ruchu - jego największa, brytyjska sekcja, liczyła 1000 osób. Podstawowe zagadnienia, które poruszył, to: stalinizm, kraje kolonialne, jak i specyficzna powojenna sytuacja w poszczególnych państwach. Wydany został szereg rezolucji związanych z powyższymi zagadnieniami. Trockiści przyjęli też do swojego grona nowe sekcje, działające w Boliwii i na Sri Lance. 
Międzynarodowy Sekretariat uznał państwa Bloku Wschodniego za kapitalistyczne, chociaż wkraczające w fazę przemian zmierzających ku budowie zdegenerowanych państw robotniczych. Podjęto za to kontakt z rządem Tito, jako przeciwnikiem Stalina. Zwrócono uwagę także na inny charakter dojścia do władzy rządu socjalistycznego w Jugosławii, który był efektem działań partyzantki antynazistowskiej, a nie wejścia Armii Czerwonej i narzucenia stalinizmu. Krok ten spotkał się z krytyką sekcji brytyjskiej.

#### Trzeci kongres światowy
Miał miejsce w 1951 r. Zajmował się przede wszystkim perspektywami trockistów w zmienionej sytuacji geopolitycznej na świecie. Wydali oni rezolucję, w której oceniali państwa satelickie ZSRR za zdeformowane kraje robotnicze. Nie został użyty termin zdegenerowane, stosowany w odniesieniu do ZSRR, uznano bowiem, że istnieje różnica między krajem, gdzie niegdyś miała miejsce rewolucja proletariacka, lecz który nie utrzymał jej osiągnięć, a krajem, gdzie narzucono siłą system już zdegenerowany. Trockiści przewidywali także wzrost społecznych konfliktów i uważali, że w zaistniałej sytuacji międzynarodowej nawet prostalinowskie, zdominowane przez wpływy radzieckie partie komunistyczne mogą okazać się najlepszymi, jeśli nie jedynymi, obrońcami praw robotników w krajach zachodnich. 
Rozwinięcie tego wniosku przedstawił w październiku 1951 działacz grecko-francuski Michel Pablo. Uważał on, że zakładanie nowych partii lewicowych określających się jako trockistowskie jest bezsensowne w sytuacji, gdy to partie komunistyczne staną się wyrazicielami interesu robotników i zyskają ich zaufanie. Zalecił zatem dokonanie masowego entryzmu (tzw. entryzmu sui generis) w tych partiach, co miało umożliwić kontakt z masami pracowniczymi, a w dalszej perspektywie osiągnięcie wpływu na całą partię. Wnioski Pablo zostały zaakceptowane, nie zgodzili się z nimi jedynie niektórzy trockiści francuscy, pod wodzą Pierre'a Lamberta. Zarzucili oni Pablo brak zrozumienia dla sytuacji trockistów we Francji i niedocenienie potencjału ich niezależnych organizacji. Grupa ta została przegłosowana przez kongres światowy i w konsekwencji porzuciła Międzynarodówkę. Na czele organizacji stali Ernest Mandel, James Cannon oraz Gerry Healy.

#### Powstanie Międzynarodowego Komitetu IV Międzynarodówki i rozłam
W 1953 r. amerykańska SWP, część sekcji brytyjskiej zgromadzona wokół Gerry'ego Healy, grupa Lamberta oraz sekcje argentyńska, chińska i austriacka ogłosiły powstanie Międzynarodowego Komitetu IV Międzynarodówki, opuszczając Zjednoczony Sekretariat, lecz zapewniając o zachowaniu wierności wobec trockizmu. Powodem rozłamu była niechęć wobec entryzmu Pablo; secesjoniści zarzucali mu brak respektu dla wewnątrzorganizacyjnej demokracji, porzucenie ideałów trockistowskich i wtrącanie się w wewnętrzne sprawy sekcji francuskich w celu narzucenia własnego punktu widzenia. Pozostałe sekcje, poza grupą ze Sri Lanki, która wzywała do zjednoczenia, wypowiedziały się przeciwko rozłamowi. 

#### Czwarty kongres światowy
Dwa ośrodki trockizmu działały przez 10 lat całkowicie odrębnie, chociaż obydwa zapewniały o byciu pełnoprawną reprezentacją całego ruchu i o posiadaniu większości w Międzynarodówce, zanim nastąpił definitywny rozłam. Również w imieniu całej Międzynarodówki Międzynarodowy Sekretariat zorganizował w 1954 r. czwarty kongres, poświęcony głównie nowej sytuacji w USA, Francji i Wielkiej Brytanii. Tymczasem Międzynarodowy Komitet pogrążył się w sporach o dalszą strategię i taktykę; pojawiły się głosy, by gorąco skrytykowanego entryzmu nie porzucać jednoznacznie i nie uznawać go za teorię całkowicie nielewicową, jak głoszono w dokumentach rozłamowych. 
Taktyka entryzmu była kontynuowana przez te organizacje, które pozostały przy Międzynarodowym Sekretariacie. W nowym raporcie kongresowym lider zwolenników entryzmu Pablo przedstawił dalsze rozwinięcie tej koncepcji, uwzględniające w gronie partii "potencjalnie rewolucyjnych" nie tylko komunistów i socjaldemokrację, ale i nacjonalistyczne partie powstające w koloniach. Stanowisko to doprowadziło to do kolejnego sporu; liderzy sekcji kanadyjskiej, brytyjskiej i francuskiej demonstracyjnie wyszli z obrad kongresu. 

#### Piąty kongres światowy
Miał miejsce w październiku 1957 i poświęcony był głównie wojnie algierskiej. W ocenie Ernesta Mandla i Pierre'a Franka stanowiła ona potwierdzenie sensowności pracy w partiach nacjonalistycznych w krajach kolonialnych. Wskazywano na liczne socjalne żądania uczestników wojny po stronie algierskiej i postulowano zastosowanie w tym kraju metod partyzanckich, które miały przynieść podobne skutki, jak rewolucja masowa. 

#### Szósty kongres światowy i zjednoczenie
W 1961 r. szósty kongres światowy zajmował się przede wszystkim kwestią rewolucji kubańskiej oraz wewnętrznymi podziałami trockistów. Doszło do kolejnego sporu między Michelem Pablo i Juanem Possadasem o taktykę działania, która doprowadziła do odejścia pablistów rok później. Spór dotyczył sensowności entryzmu w krajach kolonialnych, gdzie trockiści w mniejszym stopniu musieli walczyć ze stalinizmem i negatywnymi stereotypami, zatem teoretycznie mieli większe szanse sukcesu jako niezależne grupy. Ostro skrytykowana została sekcja na Sri Lance, która podjęła współpracę z lokalnymi nacjonalistami; w rezultacie ta największa organizacja masowa w Międzynarodówce zerwała z organizacją. 
Równolegle z powodu przejścia entrystów do defensywy różnice programowe między Międzynarodowym Sekretariatem a Komitetem stały się znikome i w roku następnym była możliwa organizacja kongresu zjednoczeniowego. Od 1963 zarząd Międzynarodówki określa się jako Zjednoczony Sekretariat. 

#### Działania zjednoczeniowe po 1963 r.
W zjednoczeniu nie wzięły udziału organizacje Pierre'a Lamberta z Francji oraz Socjalistyczna Liga Pracy ze Szwajcarii. Obydwie organizacje utrzymywały, że Międzynarodowy Komitet powinien funkcjonować nadal, podważały również podstawowe postulaty dokumentów zjednoczeniowych - uznanie robotniczego charakteru rewolucji kubańskiej, poparcie dla wydarzeń w Algierii oraz zgodę na zastosowanie pewnych tez Michela Pablo. Poważne spory miały miejsce także wewnątrz sekcji amerykańskiej, które doprowadziły do kolejnych podziałów. Grupy francuska i szwajcarska wielokrotnie domagały się rozmów i organizacyjnej dyskusji, która pozwoliłaby rozwiązać ostatnie wątpliwości. Prośba ta nigdy nie została spełniona. Podobnie Zjednoczony Sekretariat odmówił rozmów o zjednoczeniu z grupą Lamberta, które trwały przez całe lata 70., wchodząc w różne fazy. Obydwie grupy na przemian atakowały się i deklarowały chęć współdziałania. 
Podobne wydarzenia miały miejsce w sekcjach we Francji i Wielkiej Brytanii, gdzie dochodziło do rozłamów i niektóre grupy dawnych sekcji Komitetu wracały do Międzynarodówki.

#### Kongres 1969
Kongres ten, kontynuując tendencje występujące już wcześniej w Międzynarodówce, zdecydowanie skupił uwagę organizacji na walce partyzanckiej w Trzecim Świecie. Oznaczało to faktyczne porzucenie części tradycyjnego marksistowskiego ujmowania problemu metod walki o władzę, gdzie walka partyzancka występowała zawsze jako możliwa, lecz nie podstawowa forma działania. Trockiści w tym momencie w większym stopniu naśladowali koncepcje Mao Zedonga i Che Guevary niż teoretycznie wyjściowe dla nich analizy Lenina i Trockiego. Szczególnymi entuzjastami tego sposobu walki okazali się Joseph Hansen (jedynie w odniesieniu do Ameryki Łacińskiej) i Nahuel Moreno, którzy jednak ze swoich poglądów rychle się wycofali, podczas gdy kierownictwo Międzynarodówki utrzymywało koncepcje partyzanckie jako kluczową taktykę trockistów, nie bacząc na jej kolejne niepowodzenia w Ameryce Łacińskiej. Inna nowa koncepcja taktyczna związana była z doświadczeniami maja 1968. Trockiści uwierzyli wówczas, że bazą ich ruchu powinni stać się młodzież akademicka i intelektualiści, nie zaś robotnicy. I na tym polu ponieśli jednak porażkę, gdyż studenci, chociaż zainteresowani radykalizmem lewicowym, niezwykle powierzchownie podchodzili do walki politycznej, a od trockizmu atrakcyjniejsze były dlań ideologie głoszące walkę bezpośrednią, jak maoizm i guevaryzm. Zjazd zakończył się rozłamem na Międzynarodową Tendencję Większości z Pierre Frankiem i Ernestem Mandlem oraz Tendencję Leninistów Trockistów z Hugo Blanco, Nahuelem Moreno i Hansenem.